# آدم كانتور
آدم كانتور (بالإنجليزية: Adam Kantor)‏ هو مغني وممثل أمريكي، ولد في 26 مايو 1986 في نك الكبرى ‏ في الولايات المتحدة.

## وصلات خارجية
- آدم كانتور على موقع IMDb (الإنجليزية)
- آدم كانتور على موقع ميوزك برينز (الإنجليزية)
- آدم كانتور على موقع أول موفي (الإنجليزية)
- آدم كانتور على موقع قاعدة بيانات برودواي على الإنترنت (الإنجليزية)
- آدم كانتور على موقع قاعدة بيانات الفيلم (الإنجليزية)
- آدم كانتور على موقع كينوبويسك (الروسية)